# Nguyệt bán Alice
Nguyệt bán Alice là phim điện ảnh tình cảm Trung Quốc, quay năm 2018, phát hành năm 2020, với Quan Hiểu Đồng và Hoàng Cảnh Du đóng vai chính. Phim quay tại Hạ Môn vào ngày 4 tháng 12 năm 2018 đến 22 tháng 1 năm 2019 . Ban đầu, được lên kế hoạch phát hành vào ngày 6 tháng 3 năm 2020, nhưng đã bị đình trệ do ảnh hưởng của loại bệnh viêm phổi mới, và sau đó được lên lịch phát hành lại vào ngày 30 tháng 10 năm 2020 

## Nội dung
Lâm Hiểu Hi làm mọi cách để tiếp cận thần tượng của mình là Hoàng Khả, Người yêu thời thơ ấu và là tài năng âm nhạc Hàn Băng yêu thầm cô.

## Diễn viên

### Diễn viên chính
| Diễn viên      | Vai                 | Miêu tả | Ghi chú |
| -------------- | ------------------- | --- | ------- |
| Quan Hiểu Đồng | Lâm Hiểu Hi / Alice | Một cô gái có thân hình mập mạp. Cảm thấy tự ti vì ngoại hình của mình, và luôn thầm thích Hàn Băng, một tài năng âm nhạc mà cô biết từ khi còn nhỏ. Lâm Hiểu Hi trở lên thon gọn sau khi giảm cân, và người đầu tiên trong tâm trí cô là Hàn Băng. Cô dũng cảm tỏ tình với đối phương, bày tỏ tình yêu giấu kín trong lòng. |         |
| Hoàng Cảnh Du  | Hàn Băng            | Hàn Băng là "tảng băng trôi" trong mắt người ngoài, là nam thần âm nhạc khó tiếp cận. Anh lớn lên cùng cô gái béo Lâm Hiểu Hi và biết mọi bí mật cũng như suy nghĩ của cô. Để thỏa mãn mong muốn được yêu của Lâm Hiểu Hi, Hàn Băng còn cùng cô giảm cân và âm thầm bên cạnh bảo vê Lâm Hiểu Hi.                             |         |

### Diễn viên phụ
| Diễn viên      | Vai                 | Miêu tả | Ghi chú            |
| -------------- | ------------------- | --- | ------------------ |
| Trần Quan Hồng | Hoàng Khả           | Một diễn viên đang lên, là "nam thần" của Lâm Hiểu Hi trong nhiều năm, là "ước mơ lớn" của Lâm Hiểu Hi ở đời thường. Dưới sự tác động của anh, Lâm Hiểu Hi đã quyết định giảm cân và trở thành một người đẹp mảnh mai để có thể đến gần hơn với Hoàng Khả, người được cô coi như thần tượng. | Diễn xuất đặc biệt |
| Phạm Minh      | Chú Cảnh            | | Khách mời          |
| Triệu Anh Tuấn | Nhiệt Ca            | | Khách mời          |
| La Gia Anh     | Người đàn ông bí ẩn | | Khách mời          |
| Phan Nhất Phi  | James               | |                    |
| Lư Sam         | Tống Văn Lộ         | |                    |
| Dương Đồng Kì  | Đạo diễn mới        | |                    |
| Xương Long     | A Chánh             | |                    |

## Nhạc phim
| Ca khúc          | Lời                     | Sáng tác      | Ca sĩ                    | Loại         |
| ---------------- | ----------------------- | ------------- | ------------------------ | ------------ |
| Nữ thần          | Trần Vịnh Khiêm         | Lam Dịch Bang | Trương Trí Thành         | Tuyên truyền |
| Mập, có gì sai   | Trần Kha Vũ             | Trần Kha Vũ   | Trần Kha Vũ              | Quảng cáo    |
| Nguyệt bán Alice | Lâm Kiều, Chu Hiểu Hiểu | Jerry C       | Trương Thiều Hàm         | OST          |
| Single Light     | Lý Tuấn Nghị            | Lý Tuấn Nghị  | Lý Tuấn Nghị, Đới Yến Ny | Tuyên truyền |